# 咬合器

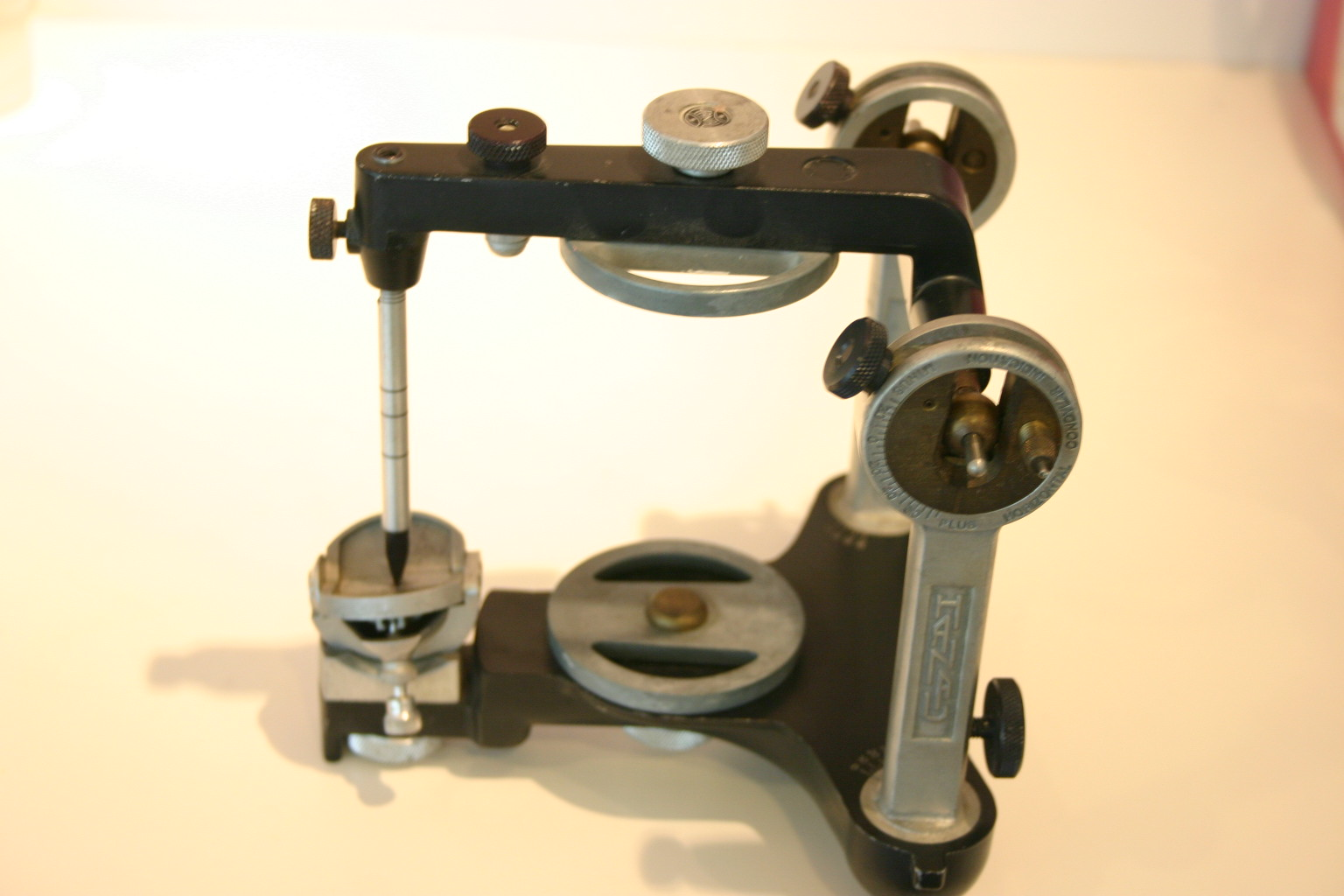
半調節性咬合器

咬合器（こうごうき）とは、歯科医療における治療・研究等を目的として、模型上で顎運動や咬合のさまざまな位置を再現する装置のこと。生体の上顎にあたる部位を上弓、下顎にあたる部位を下弓といい、下顎頭（または顆頭）にあたる部位を顆頭球と呼ぶ。

## 咬合器の種類
咬合器は、中心咬合位などの特定の咬合位を再現するものや、側方運動や前方滑走運動などの顎運動を再現するもの等、目的に応じて様々な形態の装置が開発されている。
顆頭球が生体と同じ様に下弓に付いているものをアルコン型咬合器、生体とは逆で上弓に付いているものをコンダイラー型咬合器という。
特に顎運動の再現に於いては顎関節部の解剖学的な知見に基づいた設計が為されており、下顎運動要素を解剖学的な平均値に固定してある平均値咬合器の他、顆路や切歯路などの生体の差異を装置上で調節する機構を備えた調節性咬合器も存在し、このうち下顎運動要素のうち一部の要素のみが再現可能な物を半調節性咬合器、全要素が再現可能な物を全調節性咬合器とわける。
治療として補綴物を作成する場合など、補綴物を咬合にあわせるように作成するためには、平均値咬合器より半調節性咬合器、半調節性咬合器より全調節性咬合器の方が確実にあわせられるように思われるが、実際は各種の誤差があり、本当に精密な再現は困難な事、下顎運動要素を再現するために患者や歯科医師側の負担が有ること、どれを利用するにしろ最終的には口腔内で調整を行うことなどの理由により、患者の状態や作成する補綴物、必要となるチェアタイム等にあわせ、咬合器を使い分ける必要がある。
調節性咬合器を使用するとき上弓にはフェイスボウを使い上顎模型を取り付け、下顎模型は通常、咬頭嵌合位で得たバイトワックスを用いて下弓に取り付ける。しかし、現代人の約80%は咬頭嵌合位と顆頭安定は異なる位置にあると言われており、咬頭嵌合位で下顎模型取り付けると生体のボンウィル三角は咬合器上の模型には存在しないことになる。上顎模型をフェイスボウを使い取り付けたならば、下顎模型は中心位で取り付けハウジングを移動させて下弓全体を咬頭嵌合位にしなければ、如何に全調節性咬合器と言えども生体と同じ運動はしない。

## 咬合器の設計に関わる指標
- ボンウィル三角

下顎骨の左右顆頭頂点と下顎切歯点を結ぶ頂点がなす正三角形をいう。1858年にボンウィルが示した下顎骨の解剖学的な特徴であり、当時、その一辺は4inchであるとした。平均値咬合器の設計は、通常ボンウィル三角に沿った形態をしている。
- バルクウィル角

咬合平面とボンウィル三角によってなされる角度をいう。1866年にバルクウィルが示した。日本人では22°〜24°程度といわれている。

## 歴史
1805年にガリオにより発表された、蝶番運動のみが可能なガリオ咬合器が最初の咬合器である。

## 画像

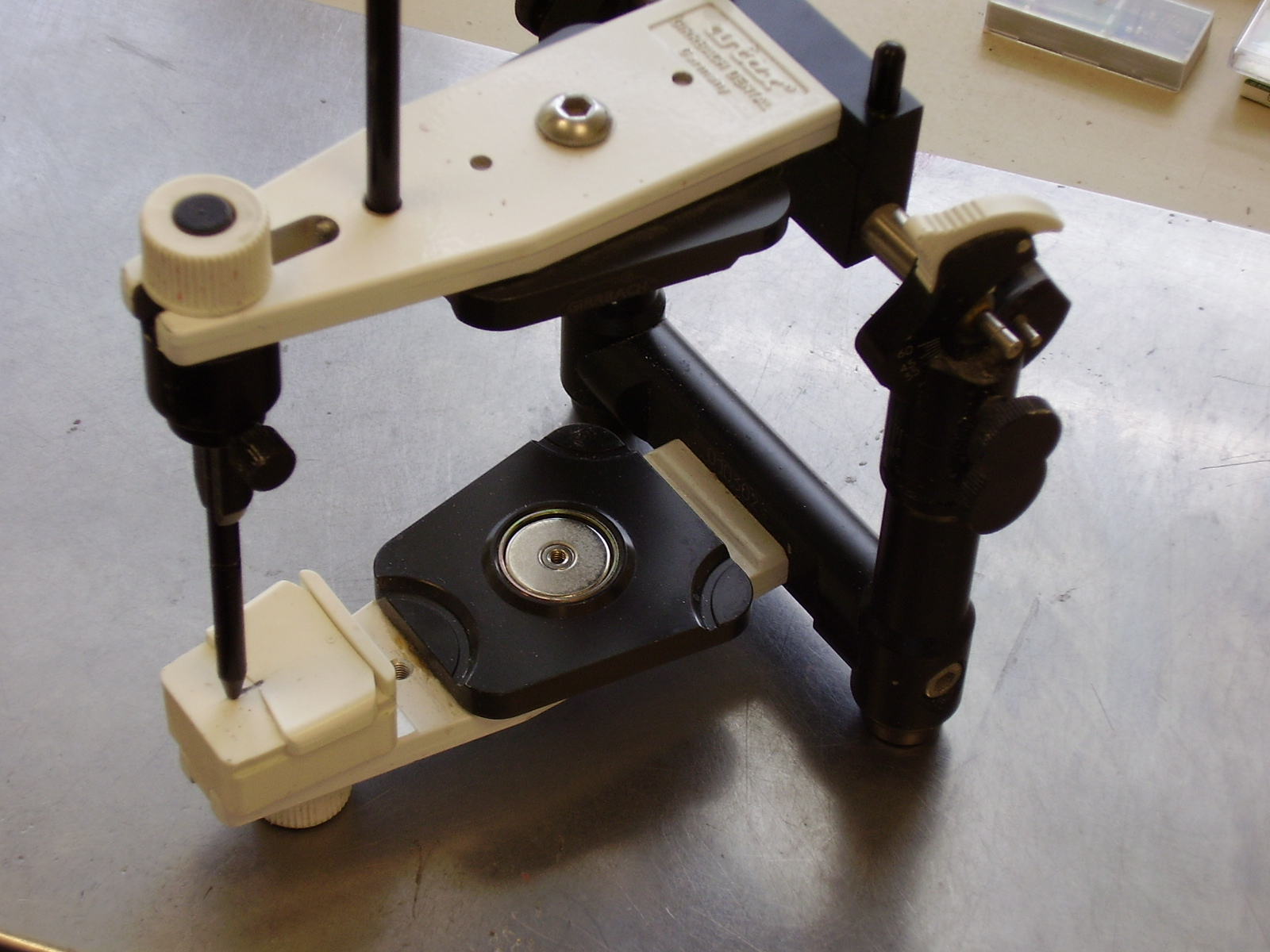
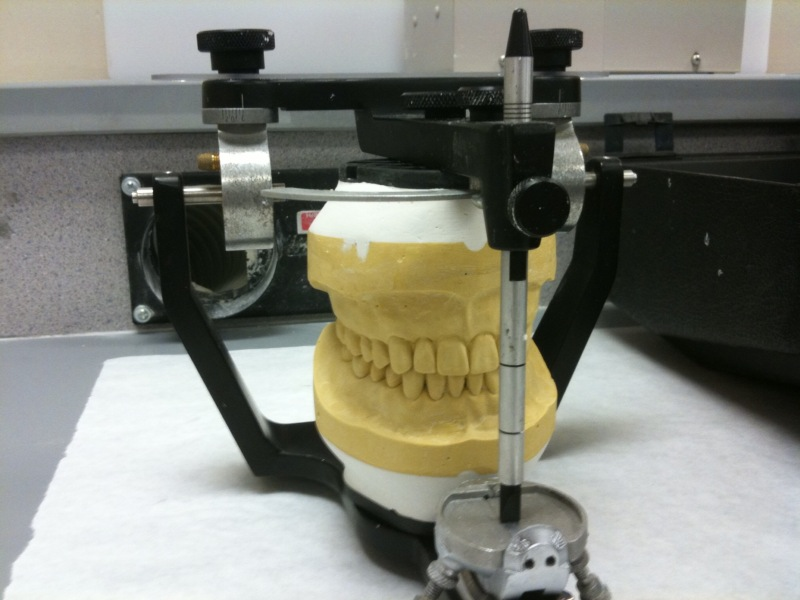
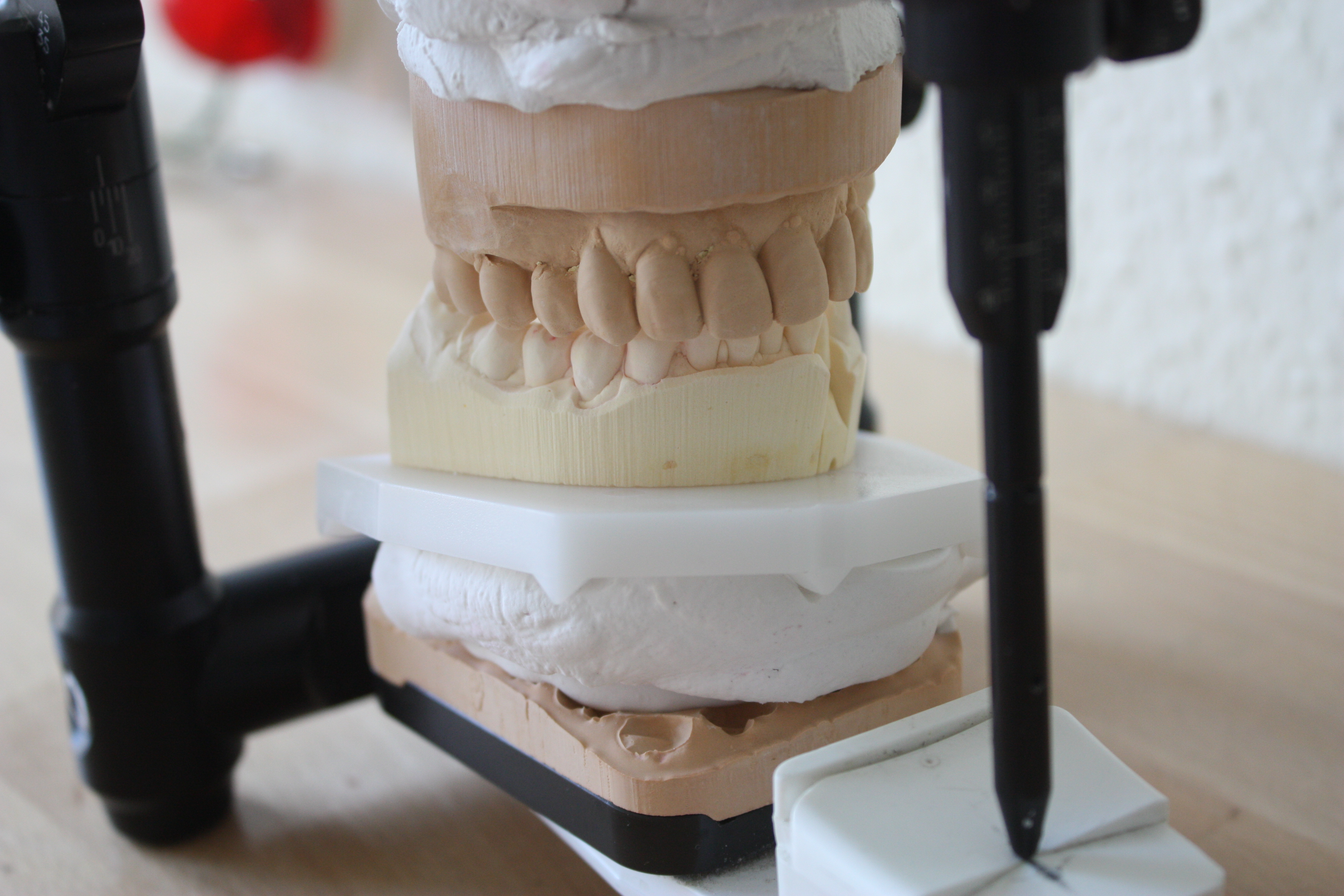
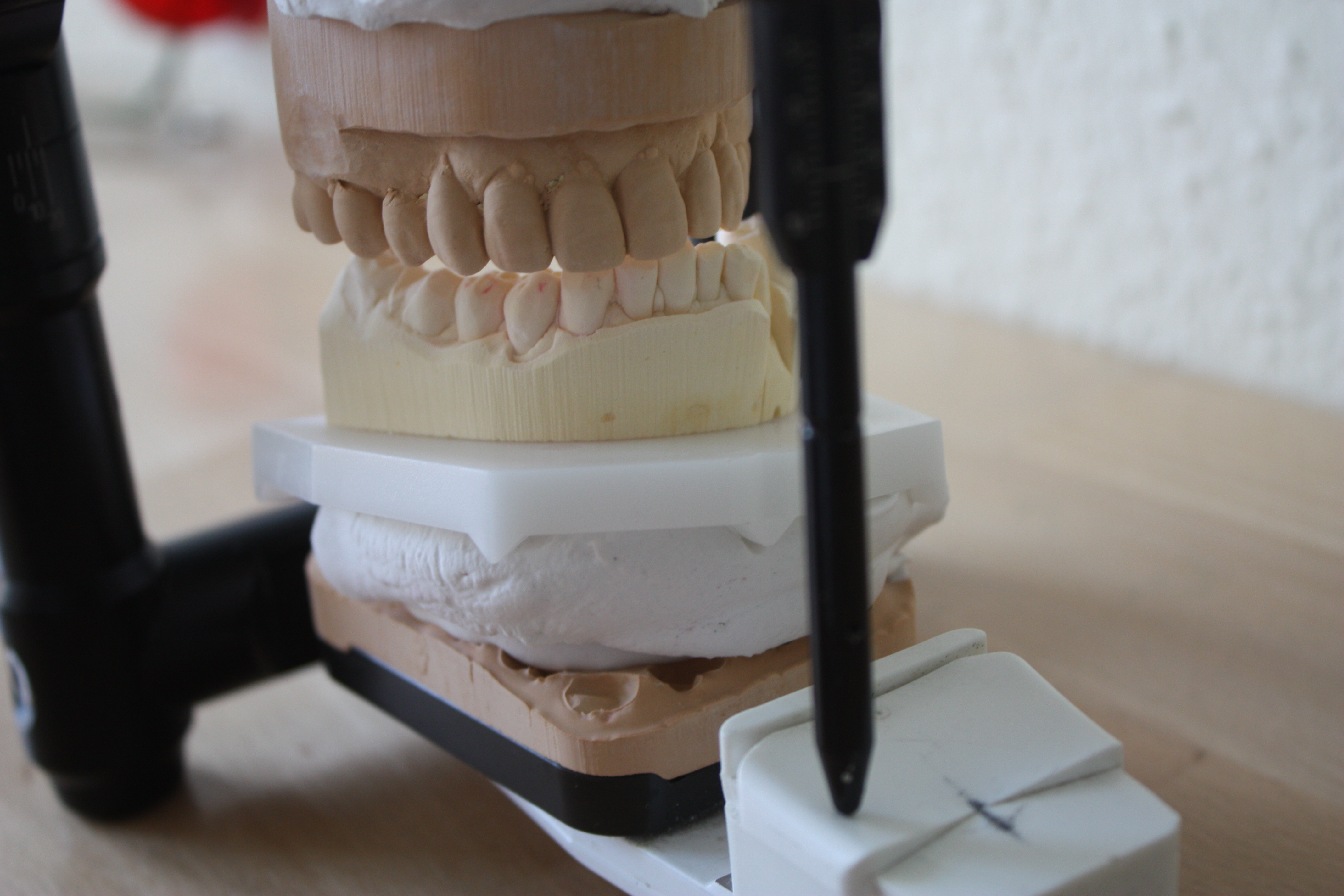
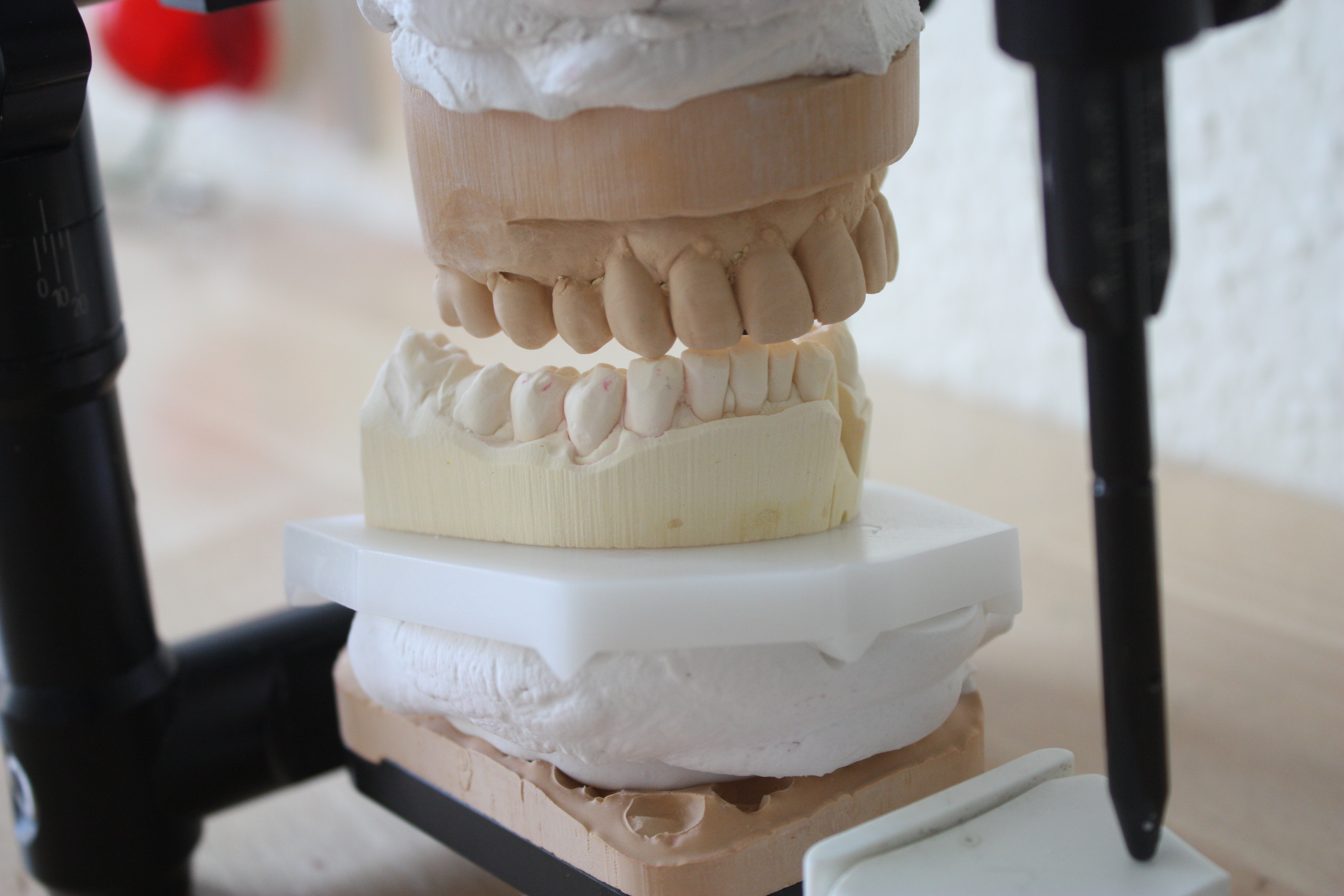
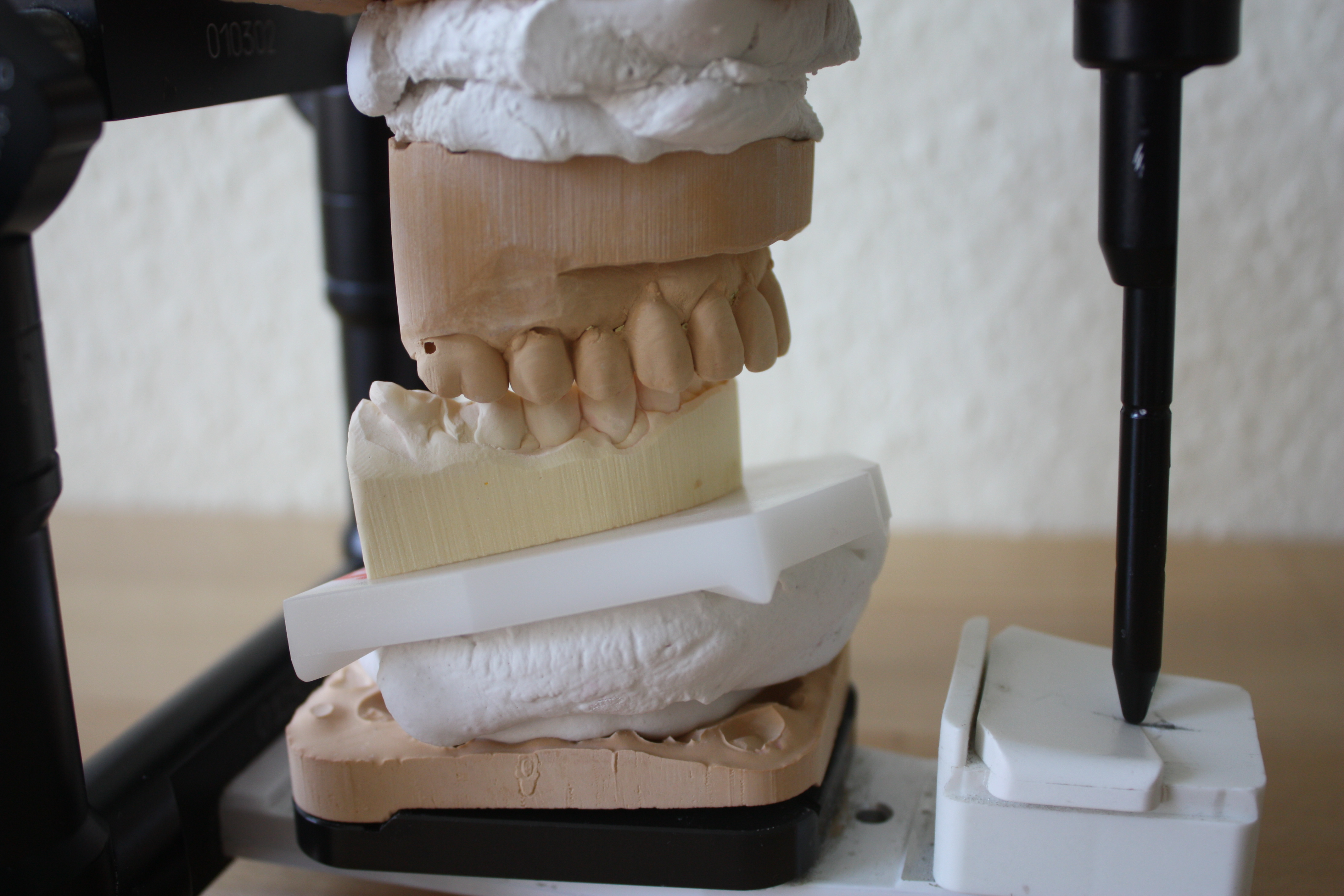
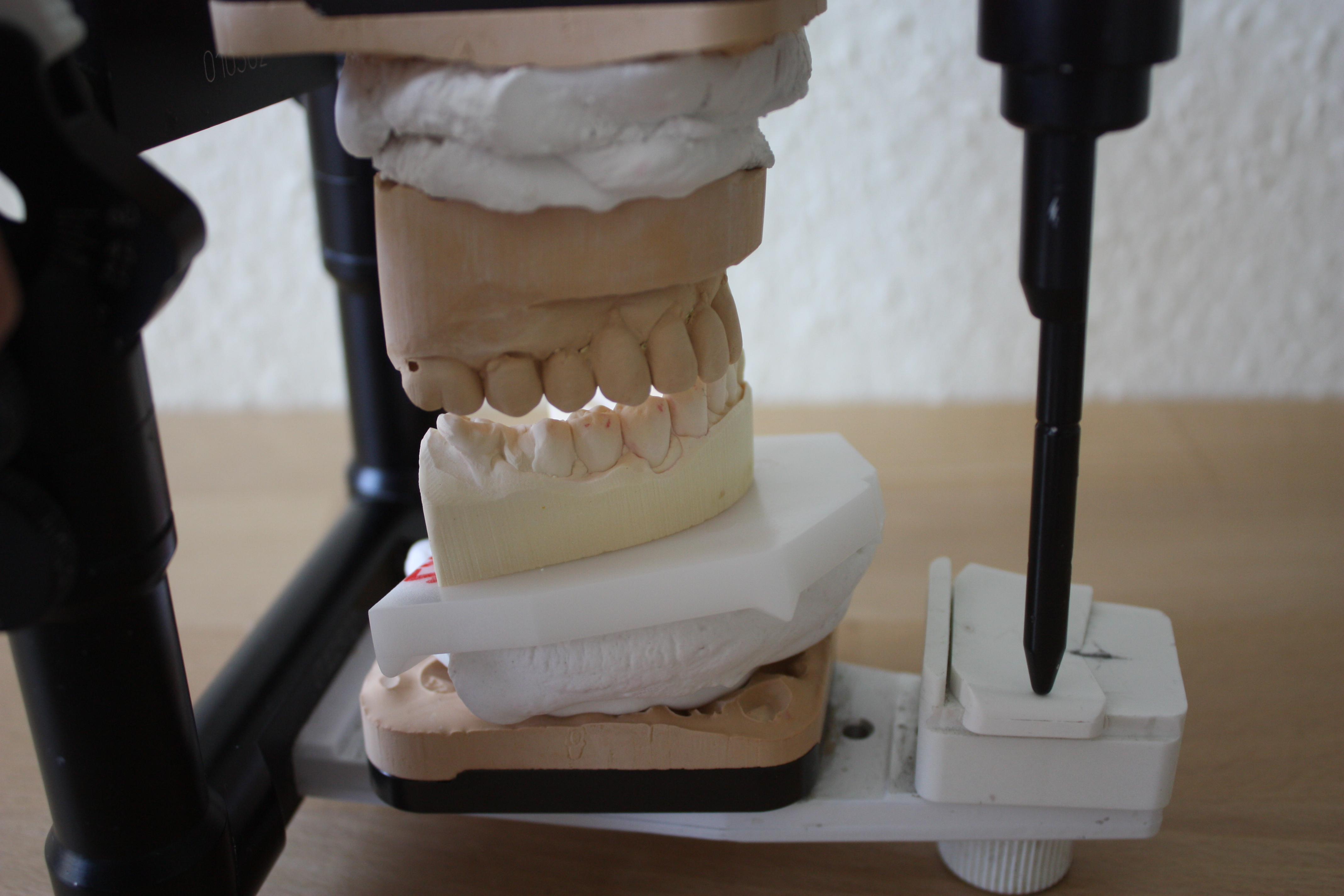
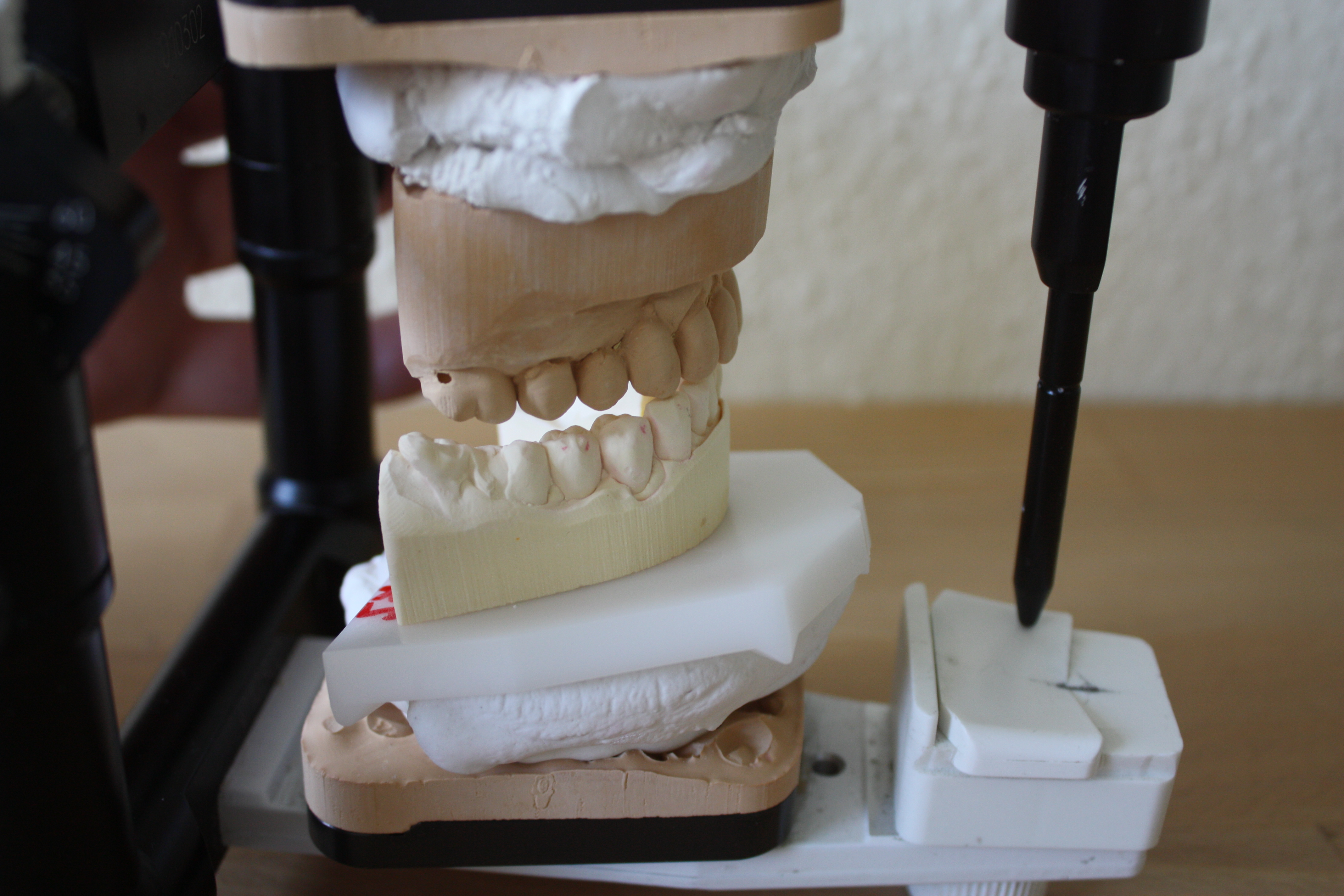
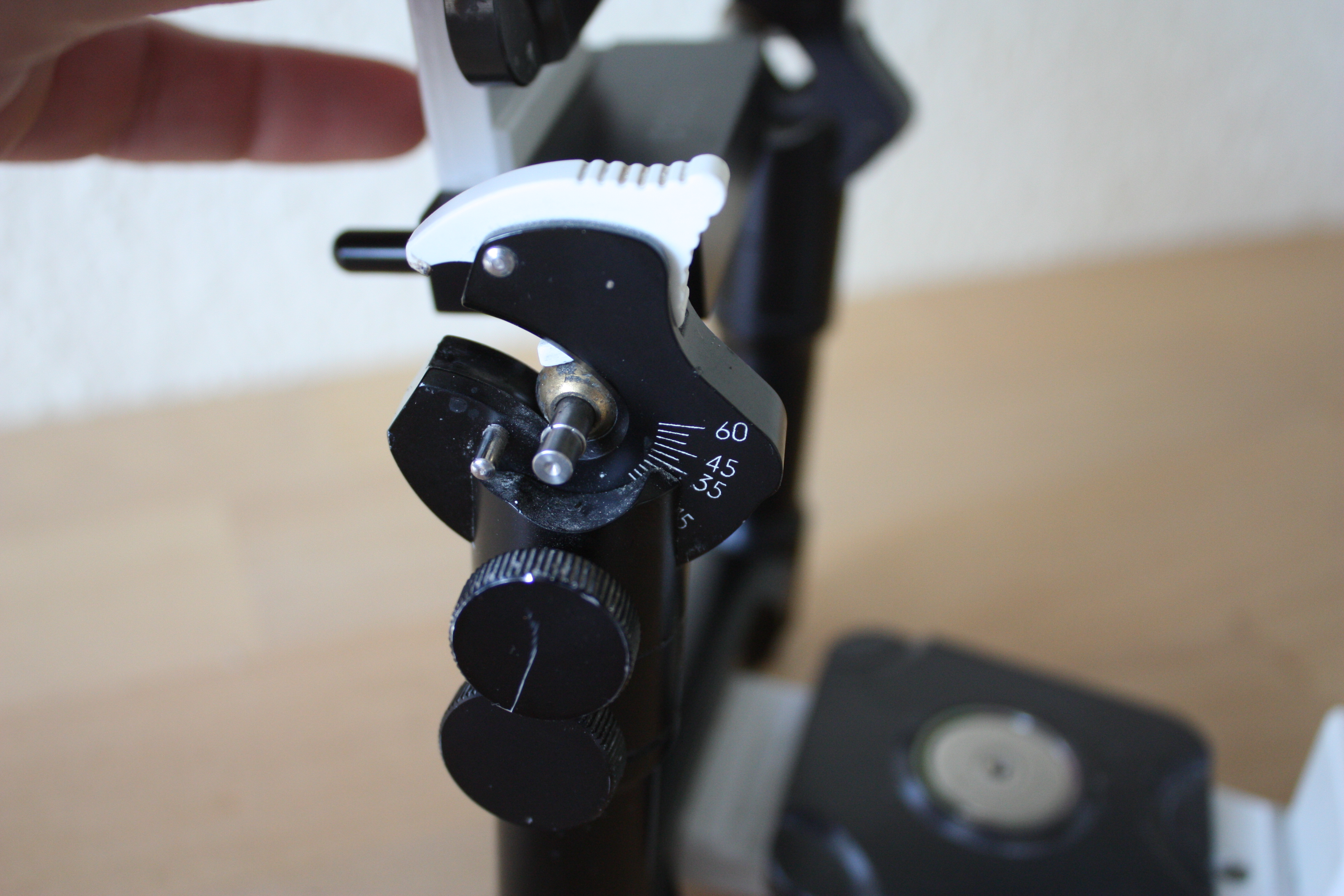
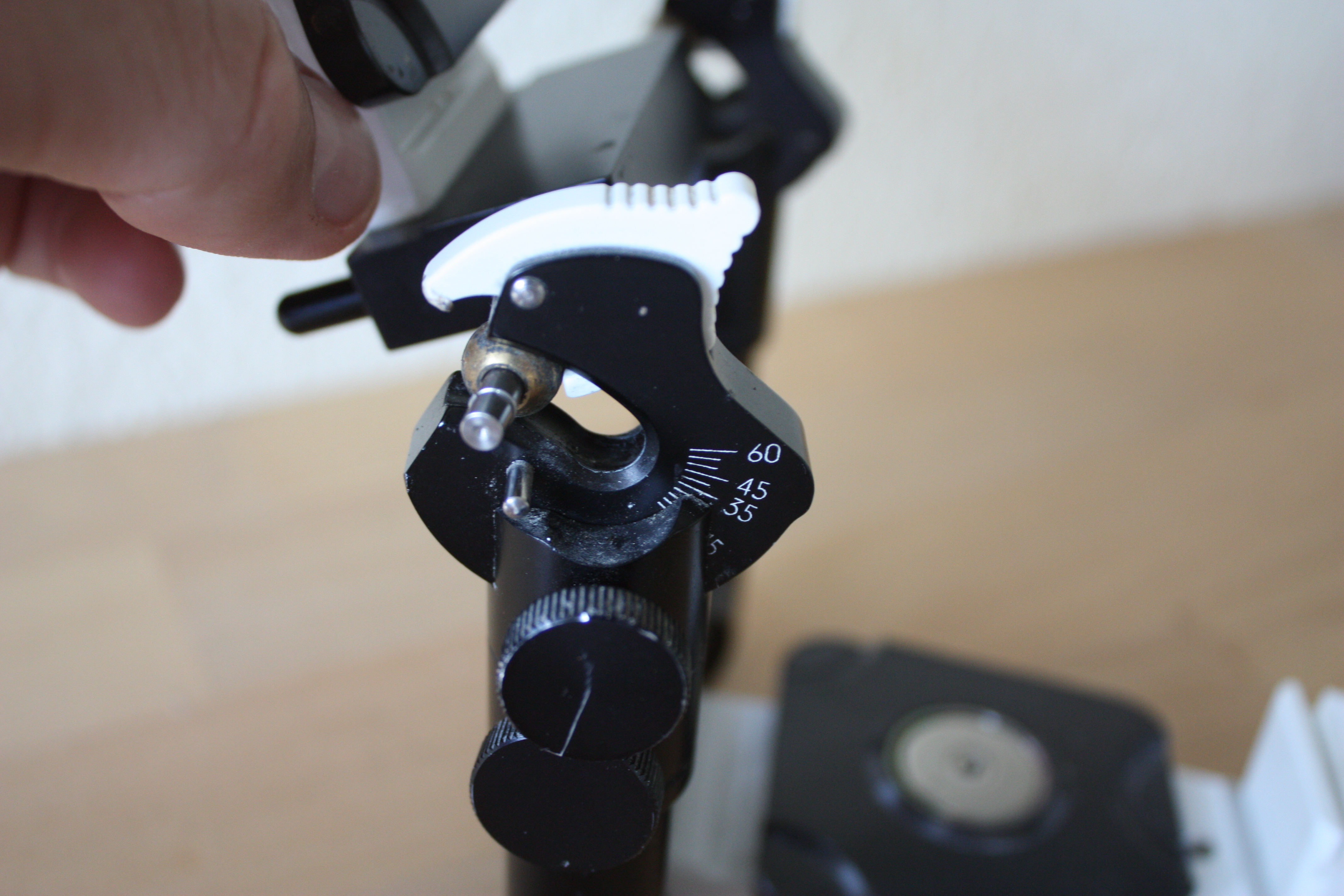
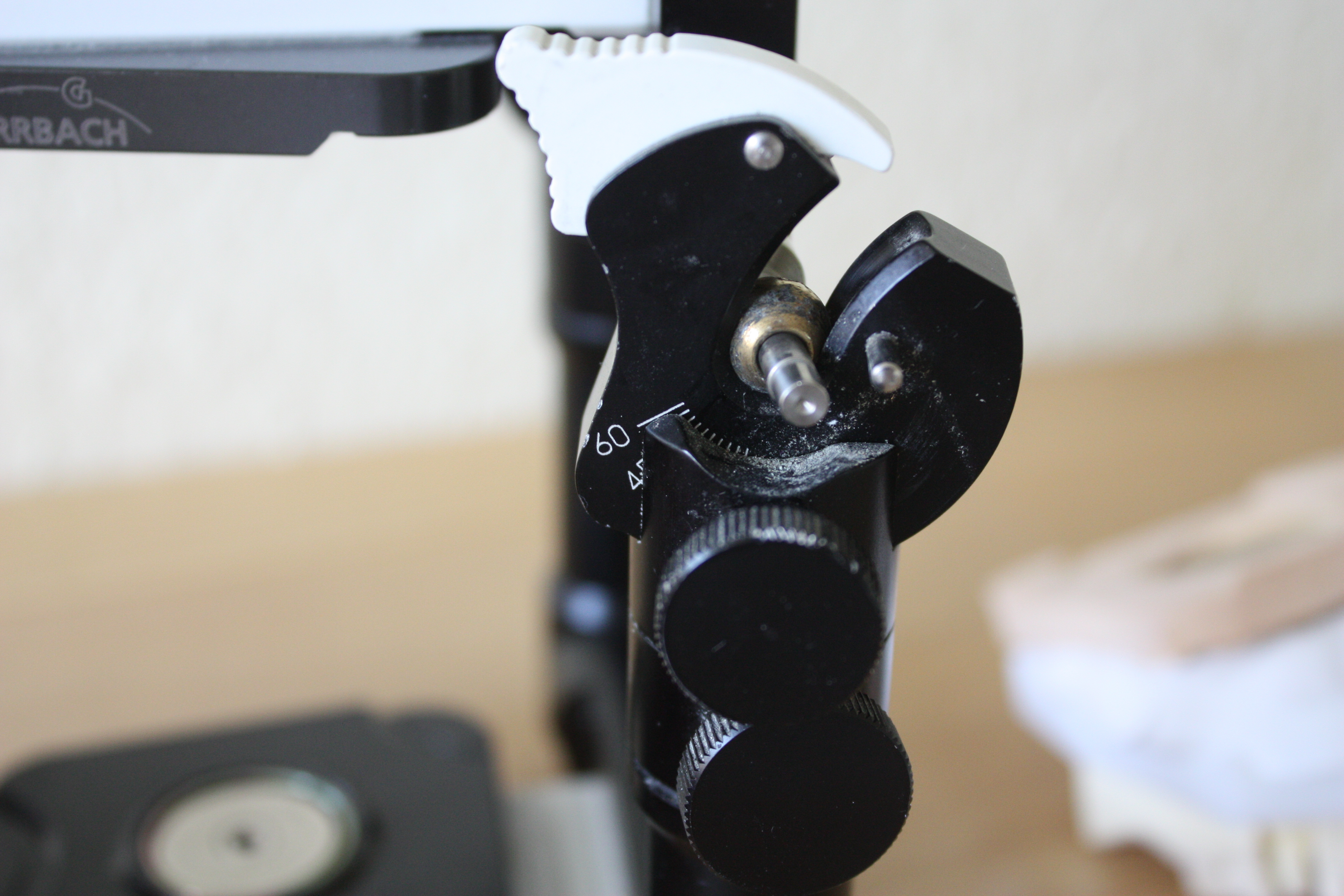
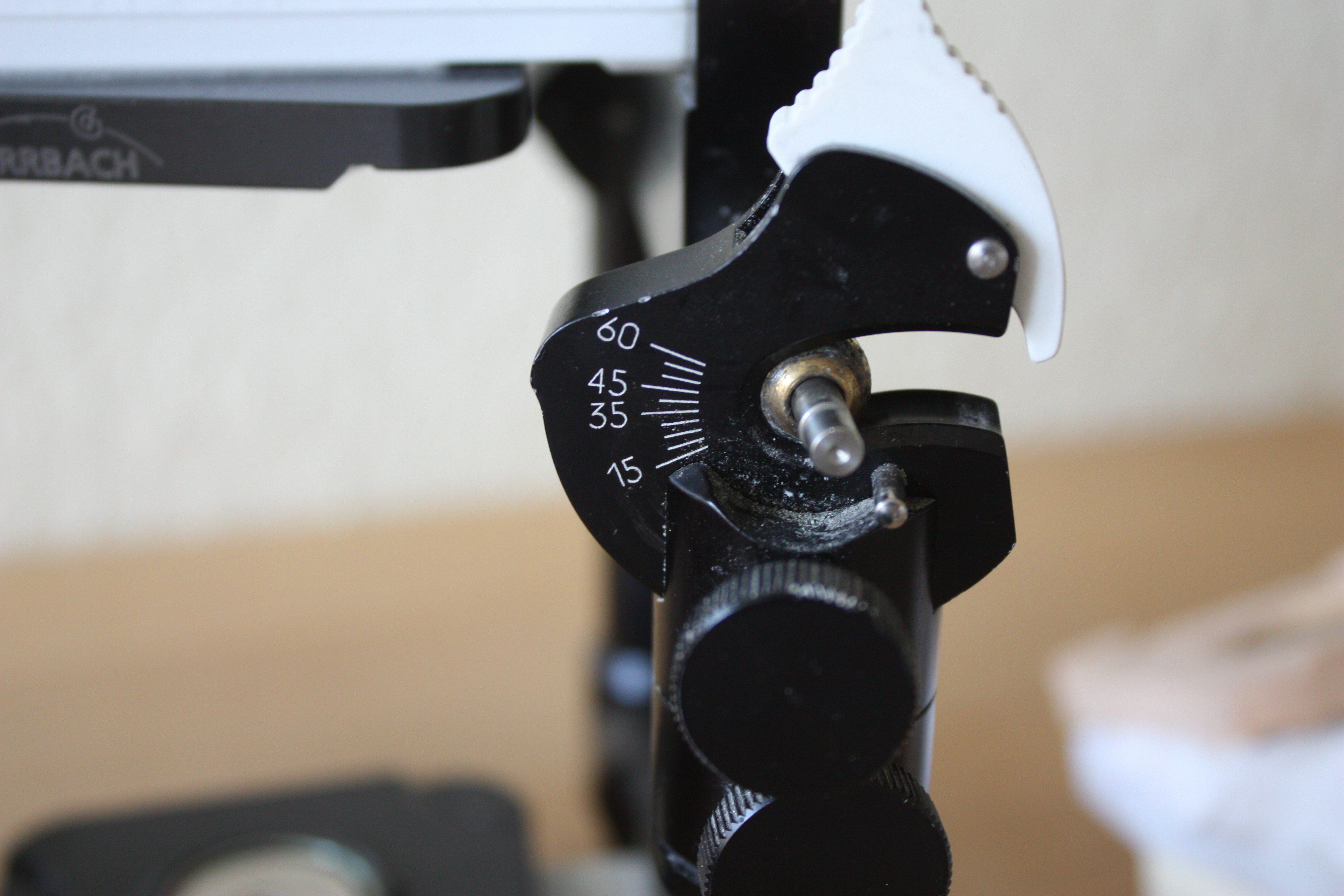
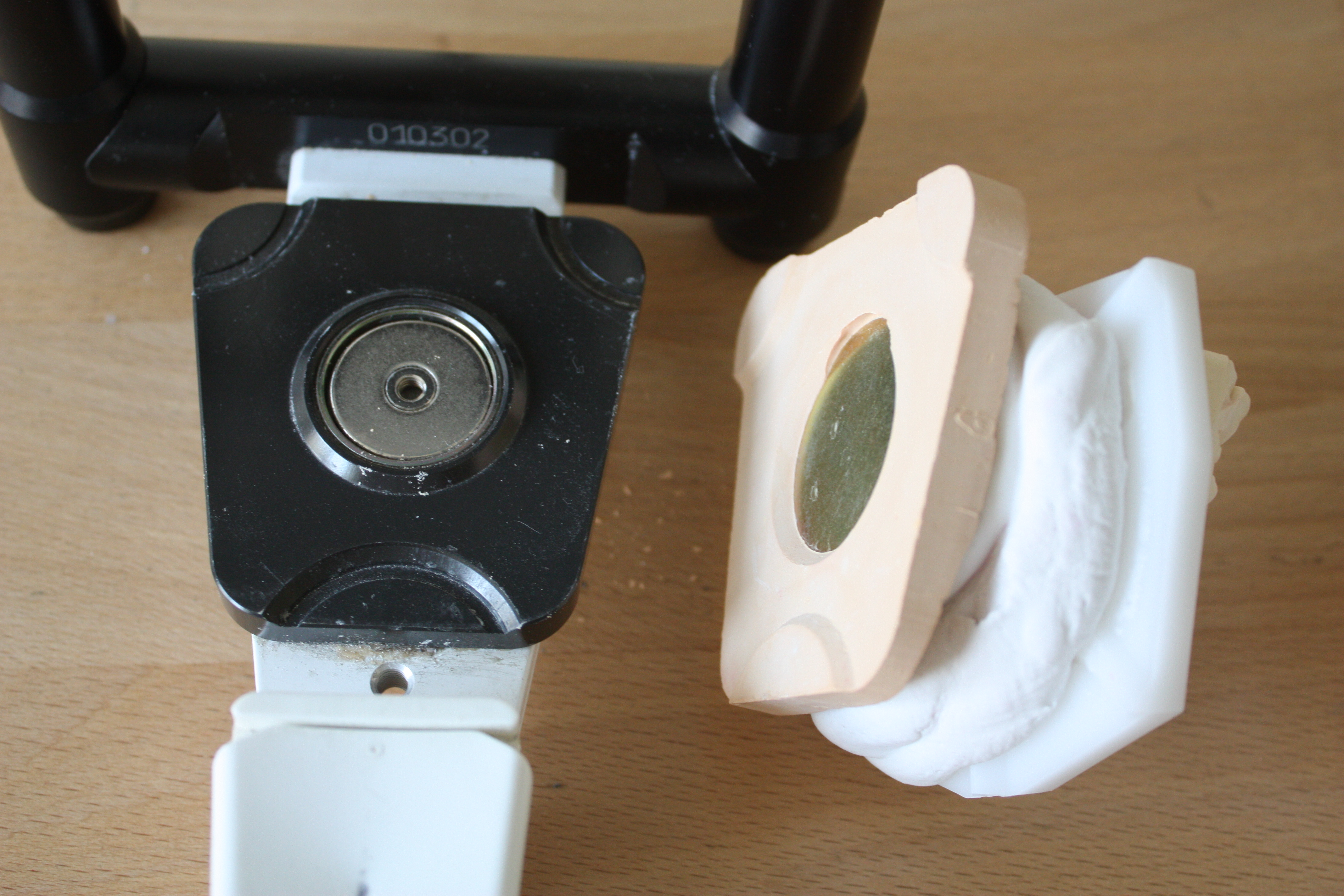
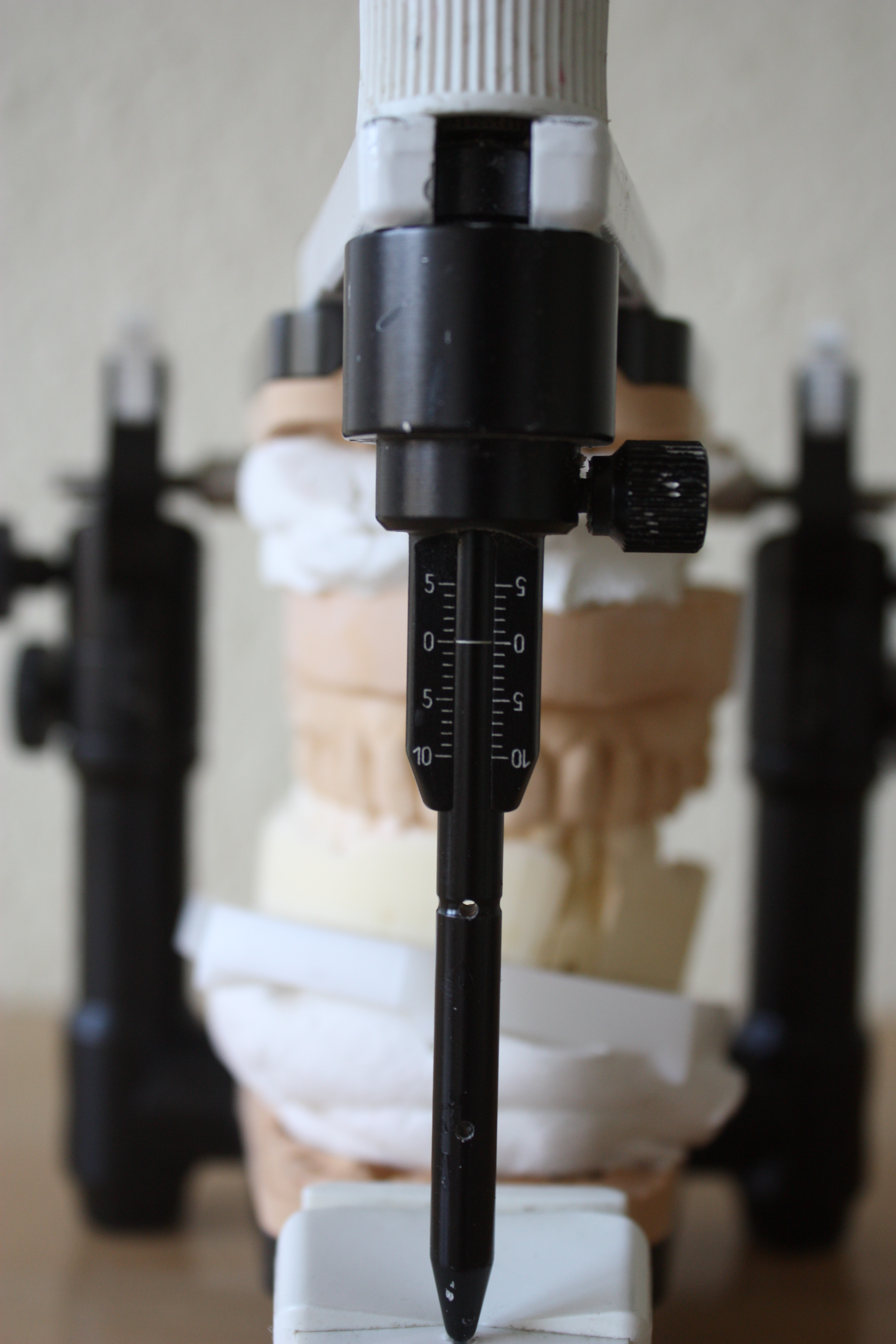
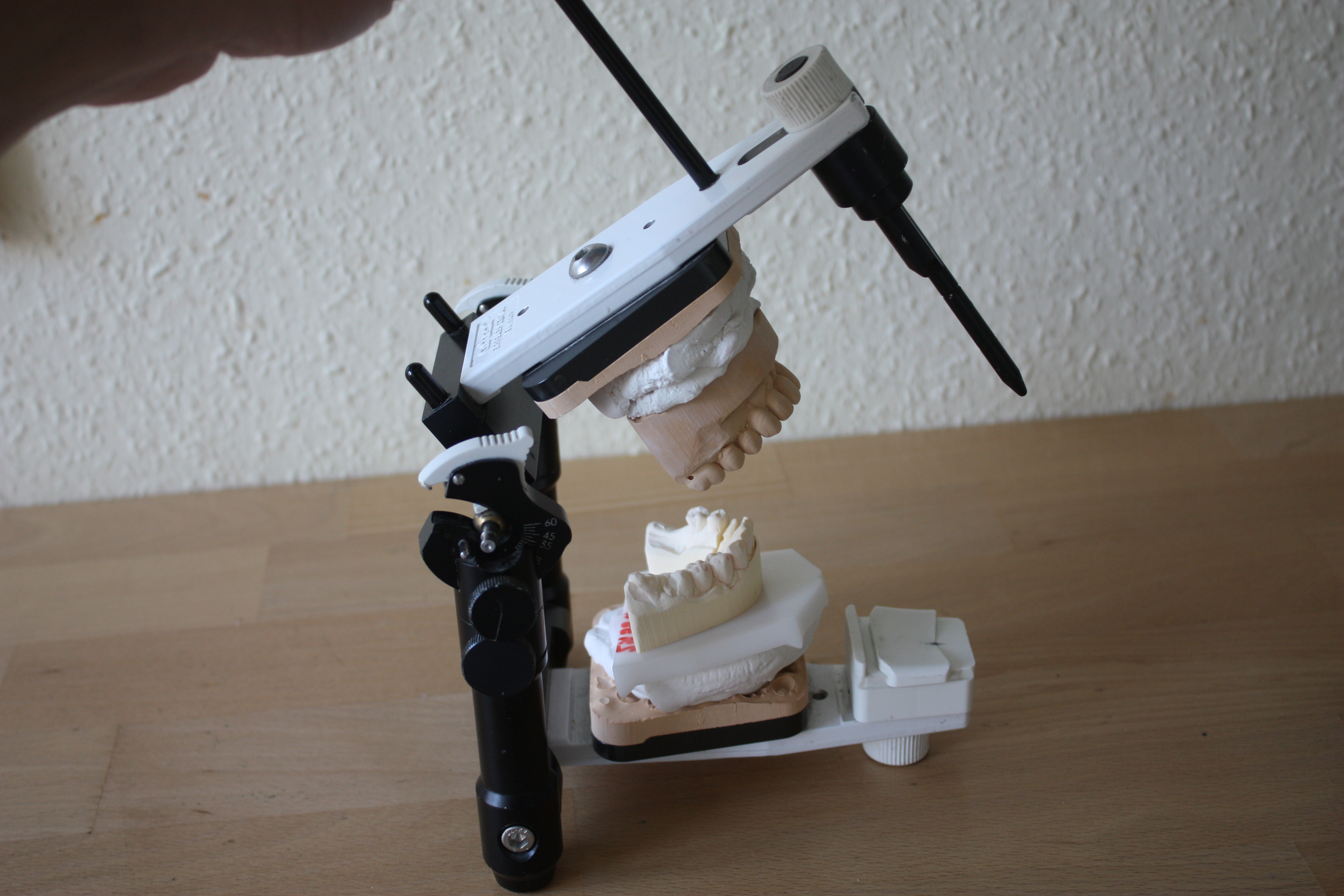
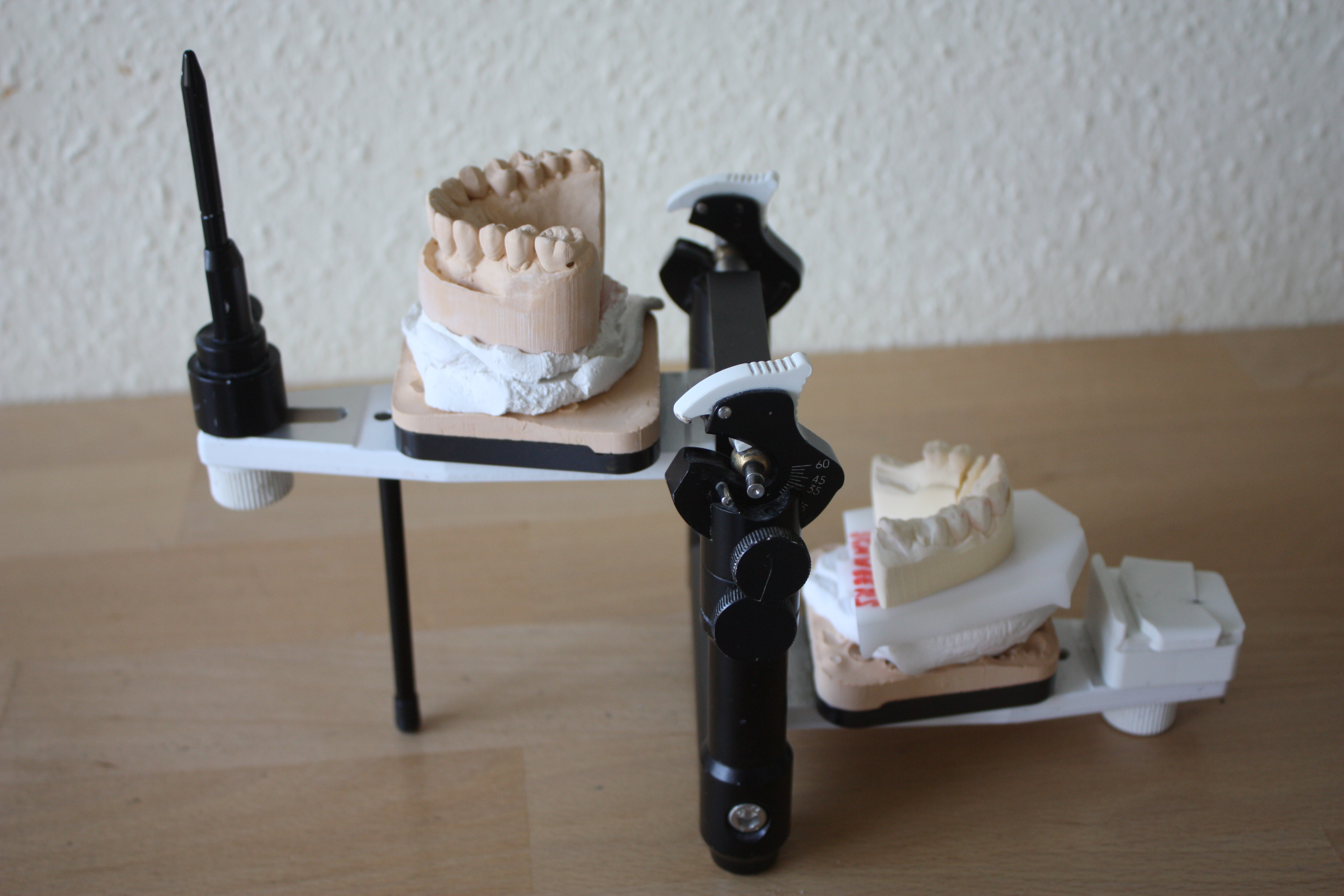